# T-кварк
t-кварк (сокращение от топ-кварк, англ. top quark) или истинный кварк (англ. truth quark) — кварк с зарядом +(2/3)e, принадлежащий к третьему поколению.

## Свойства
Имея массу 173,2 ± 0,7 ГэВ/c2, t-кварк является наиболее массивным среди всех частиц Стандартной Модели; его масса близка к массе ядра рения. Время жизни t-кварка составляет около 5×10−25 секунды, на порядок меньше временно́й шкалы сильного взаимодействия (≈3×10−24 секунды). Ввиду короткого времени жизни он не успевает после возникновения адронизоваться (стать частью адрона) и ведёт себя как «голый» кварк; таким образом, не существует адронов, содержащих валентный t-кварк (виртуальные t-кварки, строго говоря, присутствуют в любом адроне).
Распадается почти всегда на b-кварк и W-бозон (слабый распад); около 9 % распадов происходят с излучением лёгкого заряженного лептона (электрона или мюона) и соответствующего нейтрино. Распад с вылетом тяжёлого τ-лептона пока не наблюдался с достаточно значимой статистикой. Электромагнитные каналы распада подавлены (радиационный распад в более лёгкие u- или c-кварк по реакциям t → γu, t → γc не обнаружен, экспериментальная вероятность таких реакций менее 0,6 %). Аналогичные слабые реакции с вылетом вместо фотона Z-бозона (t → Z0u, t → Z0c) предсказаны, но достоверно пока не наблюдались (вероятность менее 14 %). Распад t-кварка за счёт сильного взаимодействия запрещён, поскольку сильные взаимодействия (обмен глюоном) могут изменять цвет кварка, но не меняют его аромат.
Истинный кварк ввиду большой массы и близкой к единице константе связи Юкавы для этой частицы ({\displaystyle y_{t}={\sqrt {2}}m_{t}/v,} где v = 246 ГэВ — вакуумное среднее поля Хиггса) сильно влияет на ряд наблюдаемых величин, обусловленных электрослабым взаимодействием, вследствие участия t-кварка в квантовых петлевых поправках Стандартной Модели. В частности, пока неизвестно, стабилен ли вакуум Стандартной Модели или возможен его спонтанный распад из-за того, что «бегущая» (зависящая от энергии) константа самодействия поля Хиггса λH при высоких энергиях становится меньше её значения при нулевой энергии. λH существенно зависит (через вклад в вакуумные петлевые поправки) от массы t-кварка, однако точность измерений mt (около 0,37 % на 2017 год) пока не позволяет решить вопрос о стабильности вакуума.

## История открытия
Поиски t-кварка продолжались около 20 лет. Он был открыт в 1994—1995 годах в экспериментах на коллайдере Тэватрон в американской лаборатории Фермилаб коллаборациями CDF и D0. Бо́льшая часть экспериментальных данных была накоплена в течение 1994 года. Статьи, заявляющие об открытии, были направлены в журнал Physical Review Letters коллаборациями CDF и D0 26 февраля 1995 года. Содержание статей не разглашалось до момента официального объявления об открытии, которое состоялось на семинаре в Фермилабе 2 марта 1995 года, одновременно с публикацией обеих работ.
До запуска Большого адронного коллайдера Тэватрон был единственным в мире экспериментальным комплексом, где могла родиться пара t-кварков. Энергия сталкивающейся протон-антипротонной пары в системе центра масс на этом ускорителе равна 1,96 ТэВ. При такой энергии пары t-кварк + t-антикварк рождаются с сечением около 7 пикобарн, что совпадает с предсказанием Стандартной Модели (6,7—7,5 пикобарн для массы t-кварка 175 ГэВ/c2).
Открытие t-кварка, многие свойства которого были предсказаны Стандартной Моделью, окончательно подтвердило реальность кварков.